# Петров, Василий Яковлевич
Васи́лий Я́ковлевич Петро́в (21 марта 1921, д. Ванцово, Псковская губерния — 25 ноября 1944, под Гумбинненом) — командир пешей разведки 146-го гвардейского стрелкового полка 48-й гвардейской стрелковой дивизии, гвардии сержант, Герой Советского Союза.

## Биография
Родился 21 марта 1921 года. Русский.
В конце 1920-х годов вместе с семьёй переехал в Ленинградскую область, в посёлок Токсово, в деревню Аудио.
С 1929 по 1936 год учился в токсовской школе. Позже окончил ремесленное училище № 3 при Ленинградском металлическом заводе. С 1939 года работал на заводе слесарем-сборщиком в механосборочном цехе.
С 1942 года участвовал в боях на Ленинградском фронте в составе 153-го стрелкового полка 80-й дивизии снайпером.
В марте 1942 года был тяжело ранен. После выздоровления воевал на Западном, Воронежском, Юго-Западном, Степном фронтах в составе 143-го гвардейского стрелкового полка 48-й гвардейской стрелковой дивизии, на 2-м и З-м Украинских фронтах в составе 146-го гвардейского стрелкового полка 48-й гвардейской стрелковой дивизии в качестве разведчика. Занимал должности командира отделения разведчиков, командира взвода пешей разведки.
За время летних наступательных боёв под руководством Петрова и лично им самим было взято в плен более 20 и истреблено до 100 солдат и офицеров противника.
Указом Президиума Верховного Совета СССР в 1943 году за проявленную отвагу, геройство в борьбе с немецкими захватчиками, гвардии сержанту Петрову Василию Яковлевичу присвоено звание Героя Советского Союза с вручением ордена Ленина и медали «Золотая Звезда».
25 ноября 1944 года при выполнении боевого задания под городом Гумбинненом командир взвода 47-й отдельной гвардейской разведроты гвардии младший лейтенант Василий Яковлевич Петров погиб. В момент гибели ему было 23 года и 8 месяцев. Похоронен в городе Каунасе на военном кладбище на аллее Героев.
Начиная с 2006 года, жители посёлка Токсово и петербуржцы выступают за создание парка имени Героя Советского Союза В. Я. Петрова в деревне Аудио вблизи места, где находился дом семьи Петрова.

## Память
- Мемориальная стела у стены цеха Ленинградского металлического завода.
- Обелиск в посёлке Токсово.
- МОУ СОШ Токсовский центр образования имени Героя Советского Союза Петрова Василия Яковлевича[3]